# José Manuel Sertucha
José Manuel Sertucha Ereñozaga (Gatica, Vizcaya, 1 de enero de 1942 - 21 de enero de 2014) futbolista y entrenador español. Jugaba como defensa.
Era el hermano menor de Ángel Sertucha, destacado defensa central del CA Osasuna, Athletic Club y Sabadell.

## Carrera
Debutó el 1 de noviembre de 1961, a los 19 años de edad, en la Primera División con Osasuna. Tras una temporada en el Deportivo Alavés, regresó al CA Osasuna en 1963. También fue parte del Deportivo de la Coruña entre 1966 y 1971, con el que conquistó dos ascensos (1968 y 1971) y padeció dos descensos de categoría (1967 y 1970). Su último club fue el Xerez Club Deportivo en la temporada 1971-72, ya en Segunda División.

## Clubes
| Club                   | País   | Año       |
| ---------------------- | ------ | --------- |
| CA Osasuna             | España | 1961-1962 |
| Deportivo Alavés       | España | 1962-1963 |
| CA Osasuna             | España | 1963-1966 |
| Deportivo de la Coruña | España | 1966-1971 |
| Xerez Club Deportivo   | España | 1971-1972 |